# Munt Arlas
Munt Arlas är en bergstopp i Schweiz.   Den ligger i regionen Maloja och kantonen Graubünden, i den östra delen av landet, 190 km öster om huvudstaden Bern. Toppen på Munt Arlas är 3 127 meter över havet, eller 150 meter över den omgivande terrängen. Bredden vid basen är 0,86 km. Munt Arlas ingår i Bernina.
Terrängen runt Munt Arlas är huvudsakligen bergig. Närmaste större samhälle är St. Moritz, 6,1 km norr om Munt Arlas. 
Trakten runt Munt Arlas består i huvudsak av gräsmarker. Runt Munt Arlas är det glesbefolkat, med 20 invånare per kvadratkilometer.